# Phạm Khắc Hòe
Phạm Khắc Hòe (1901-1995) là một luật sư, nhà văn, Đổng lý Ngự tiền văn phòng triều Bảo Đại - vua cuối cùng thời phong kiến trong lịch sử Việt Nam.

## Tiểu sử
Phạm Khắc Hòe quê ở xã Đức Nhân, huyện Đức Thọ, tỉnh Hà Tĩnh. Ông sinh năm 1901 trong một gia đình khoa bảng, cố nội đã từng đậu cử nhân, ông nội lại là thầy đồ dạy học ở làng, bố đã từng đậu tú tài và làm thừa phái.

## Sự nghiệp
Bản thân Phạm Khắc Hòe hồi nhỏ học chữ Nho và chữ Quốc ngữ ở làng cho đến năm 15 tuổi. Cuối năm 1916, ông vào học lớp 3 Trường tiểu học Pháp Việt ở Vinh. Tháng 6 - 1918, ông thi đậu "primaire" (tiểu học Pháp Việt). Tháng 8 - 1918, ông lều chõng đi thi hương khoa Mậu Ngọ (tức là khoa cuối cùng trước khi thực dân Pháp bãi bỏ lệ nhà vua mở khoa thi). Từ tháng 9 - 1918 đến 6 - 1922, ông học trường Quốc học Huế.
Từ tháng 9 - 1922 đến tháng 6 - 1925, ông học Trường Cao đẳng Pháp luật và Hành chánh Hà Nội. 
Năm 1925, ông tốt nghiệp được phân công làm tham tá tòa sứ (commis des résidences) và lần lượt làm việc ở Huế và Quy Nhơn cho đến năm 1933 thì chuyển sang ngạch quan lại Nam triều do vợ ông thuộc hoàng tộc nhà Nguyễn.
Năm 1940 - 1944 ông làm Quản đạo Đà Lạt thay ông Trần Văn Lý giữ chức Ngự tiền Văn phòng Đổng lý. Ông nhớ đến những nông dân nghèo ở quê hương và tổ chức đưa một số người lên lập ấp trồng rau kiếm sống ở Đà Lạt, lấy tên là "Ấp Nghệ Tĩnh" ở ngoại thành, bây giờ là phường 8 thuộc thành phố Đà Lạt, góp phần vào sự phát triển của Thành phố Đà Lạt.
Năm 1944 - 1945 ông làm Ngự tiền văn phòng đổng lý, hàm Thượng thư của vua Bảo Đại. Ông là người soạn thảo chiếu "thoái vị" cho vua Bảo Đại ngày 22/8/1945. Ông chứng kiến sự hấp hối của triều đình nhà Nguyễn trước và trong Cách mạng Tháng Tám (1945). Không những là người chứng kiến, hơn thế nữa, Phạm Khắc Hòe còn là người góp phần thúc đẩy sự sụp đổ của triều đình phong kiến nhà Nguyễn từ bên trong. Bằng cuộc vận động gây sức ép buộc Bảo Đại thoái vị, lại chính tay mình soạn thảo Chiếu thoái vị cho Bảo Đại, Phạm Khắc Hòe từ bên trong, phối hợp với các lãnh đạo chủ chốt của Việt Minh tại Huế góp phần làm sụp đổ chế độ phong kiến cuối cùng ở Việt Nam.

## Tham gia chính quyền Cách mạng
Sau năm 1945, ông tham gia chính quyền Việt Nam Dân chủ Cộng hòa đã từng giữ các chức vụ: Giám đốc Nha Pháp chính, rồi Đổng lý Văn phòng Bộ Nội vụ (22/3/1946, thay ông Hoàng Minh Giám)
Phạm Khắc Hòe còn tham gia các cuộc đàm phán Việt - Pháp ở Đà Lạt và Fontainebleau với tư cách cố vấn kiêm Tổng thư ký Đoàn đại biểu Việt Nam.
Tháng 12 năm 1946, Phạm Khắc Hòe bị quân Pháp bắt ở Hà Nội. Tháng 8 năm 1947, ông thoát khỏi và được đưa ra vùng Việt Bắc và trở lại chức vụ Đổng lý Văn phòng Bộ Nội vụ (4/1950, Phó Đổng lý Văn phòng là Trần Hữu Dực, Đào Văn Biểu).
Từ tháng 12 - 1957, ông giữ chức vụ Vụ trưởng vụ Pháp chế Phủ Thủ tướng cho đến khi về hưu (tháng 10 - 1964).
Ông còn là Hội viên Hội Nhà văn Việt Nam, Ủy viên Ủy ban Trung ương Mặt trận Tổ quốc Việt Nam.

## Qua đời
Ông mất ngày 22 tháng 6 năm 1995 tại nhà riêng phố Tràng Thi, quận Hoàn kiếm, Thành phố Hà Nội thọ 94 tuổi, được an táng tại Nghĩa trang Mai Dịch, Hà Nội.
Lễ tang ông được tổ chức trọng thể mấy hôm sau, ngày 26-6-1995 tại trụ sở Uỷ ban TW Mặt trận Tổ quốc Việt Nam. Chủ tịch đoàn Chủ tịch Ủy ban Trung ương mặt trận Tổ quốc Việt Nam Lê Quang Đạo đọc điếu văn, sau khi nhắc lại vắn tắt thân thế và sự nghiệp của người quá cố, ông nói: "Chín mươi ba là tuổi đại thọ. Đại thọ của cụ Hoè thật đáng quý vì trong cuộc đời dài ngót thế kỷ, cụ không phải là người thụ động chứng kiến diễn biến của lịch sử nước nhà mà còn tự nguyện góp phần vào việc gạt bỏ chế độ cũ và sự ra đời của chế độ mới. Như cụ đã viết trong tập hồi ký Từ triều đình Huế đến chiến khu Việt Bắc của mình, cụ làm việc đó theo tiếng gọi của Tổ Quốc, theo sự thúc giục của lương tâm, với tấm lòng thiết tha mong muốn nước nhà có một chế độ mới thay thế chế độ vua quan lỗi thời mà cụ hiểu rất rõ".

## Vinh danh
Ông được Nhà nước Việt Nam tặng thưởng Huân chương Độc lập hạng Nhất.
Tại phường Bình Minh Thành phố Lào Cai có phố mang tên Phạm Khắc Hòe.

## Gia đình
Bố ông Phạm Khắc Hòe là ông Phạm Khắc Khoan, mẹ ông là bà Hoàng Thị Em. Ông Phạm Khắc Hòe là cháu ngoại ông Hoàng Xuân Phong một nhà nho yêu nước, đỗ thứ 3 trường thi Nghệ An khoa Mậu Ngọ 1858 và từng là Án Sát tỉnh Lạng Sơn. Lúc Lạng-sơn thất-thủ, triều-đình triệu ông Phong về làm Tuần-phủ Hà-Tĩnh để chiêu dụ lòng dân. Nhưng ông bị bệnh không chịu uống thuốc, để chết. Em trai ông Phạm Khắc Hòe là GS. Bác Sỹ Phạm Khắc Quảng, từng là Viện trưởng Bệnh viện Lao Phổi Trung Ương,
Vợ của ông là Công Tôn Nữ Diệu Phẩm (1907 - 1983), cháu nội của vua Minh Mạng. Các con của Phạm Khắc Hòe là những người thành đạt, có đóng góp lớn đối với văn hóa và nhiều ngành khác của Việt Nam: 
- Đạo diễn sân khấu, Nghệ sĩ Nhân dân Phạm Thị Thành;
- Nhà báo Phạm Khắc Lãm, nguyên Tổng giám đốc Đài truyền hình Việt Nam.
- Bác sĩ Phạm Kim Loan, nguyên viện trưởng bệnh viện Nhiệt Đới TW
- Thiếu tướng Phạm Khắc Di, Nguyên Phó giám đốc Học viện Quân sự

## Tác phẩm
- Từ triều đình Huế đến chiến khu Việt Bắc (hồi ký, 1983)
- Kể chuyện vua quan nhà Nguyễn (truyện, 1986).